# عالية الطباع
الأميرة عالية الطباع (15 سبتمبر 1964) هي الزوجة السابقة للأمير فيصل بن الحسين شقيق الملك عبد الله الثاني ملك الأردن.

## حياتها
عالية الطباع ابنة السيد الدمشقي توفيق الطباع والسيدة لمياء آدم. كان والدها رجل أعمال أردني معروف ومؤسس ورئيس شركة الخطوط الجوية الملكية الأردنية.

## حياتها الخاصة
تزوجت من الأمير فيصل بن الحسين في 9 أغسطس 1987 وانفصلت عنه في أبريل 2008، لديها أربعة أبناء :
- الأميرة آية بنت فيصل (ولدت في 11 فبراير 1990).
- الأمير عمر بن فيصل (ولد في 22 أكتوبر 1993).
- الأميرة سارة بنت فيصل (ولدت في 27 مارس 1997).
- الأميرة عائشة بنت فيصل (ولدت في 27 مارس 1997).

## أوسمة

### الأوسمة الخارجية
- إسبانيا: سيدة الصليب الأكبر من وسام إيزابيلا الكاثوليكية (مملكة اسبانيا، 26 مايو 2006).[6]